# Transposón

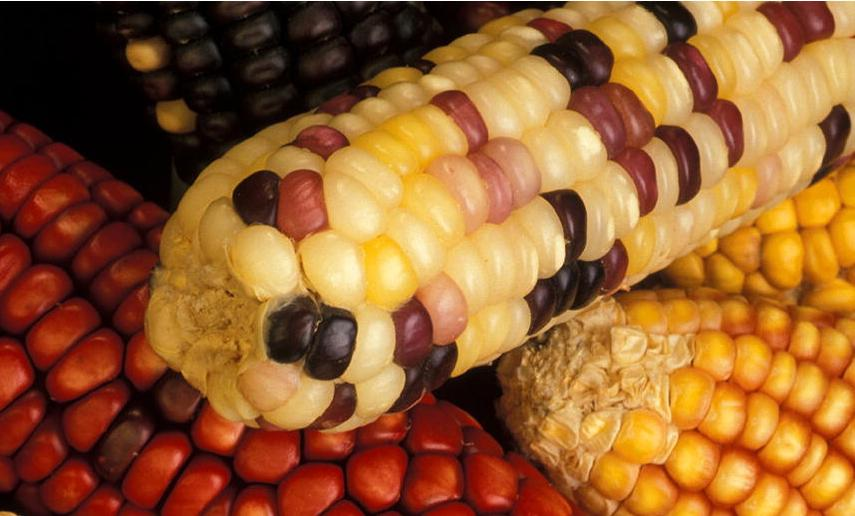
Los diferentes colores de los granos de esta mazorca de maíz es el resultado de la acción de transposones.

Transposón de ADN

Un transposón o elemento genético transponible (antes, gen saltarín) es una secuencia de ADN que puede moverse de manera autosuficiente a diferentes partes del genoma de una célula, un fenómeno conocido como transposición. En este proceso, se pueden causar mutaciones y cambio en la cantidad de ADN del genoma. Los transposones son ejemplos de elementos genéticos móviles.
El transposón modifica el ADN de sus inmediaciones, ya sea arrastrando un gen codificador de un cromosoma a otro, rompiéndolo por la mitad o haciendo que desaparezca del todo. En algunas especies, la mayor parte del ADN (hasta un 50% del total del genoma) corresponde a transposones.
Estos elementos móviles han acompañado a los organismos vivos durante su evolución contribuyendo decisivamente a los cambios genéticos. 
A diferencia de los provirus, los transposones se integran en el ADN celular en lugares bien determinados. Barbara McClintock propuso su existencia en el maíz, sin embargo, su presencia no se demostró hasta mucho más tarde en procariotas y virus gigantes. Por ello recibió el Premio Nobel en 1983.
Los transposones están presentes en todos los seres vivos y también se han detectado en los virus gigantes. Son genes móviles que no tienen capacidad de replicación y dependen de la integración en la célula huésped.
En principio no son infectivos, pero se comportan como parásitos intracelulares. Fueron descubiertos por Barbara McClintock en el maíz y los llamó “elementos controladores” porque podían modificar la expresión de los genes en los que se insertan.
Se han descrito varias familias de transposones que se agrupan en dos clases, I y II. Los de clase I se movilizan a través del ARN (retrotransposones), son los más conocidos. Los de clase II saltan directamente a través de ADN.
El número de copias de cada familia varía con la especie y con el individuo.
No tiene especificidad en su sitio de integración en el genoma. Se movilizan de forma aleatoria y pueden entrar en intrones, en exones o en genes reguladores. Entonces causan mutaciones e incrementan la variabilidad genética. En este sentido son un motor evolutivo claro.

## Clasificación
Existe una amplia diversidad de transposones y pueden ser clasificados sobre la base de su contenido, su estrategia y mecanismo de transposición.

### Según contenido

Trasposición Clase I donde se mueven directamente de una posición a otra en el genoma usando una transposasa para cortar y pegarse

- Transposón simple, secuencia de inserción o elemento de inserción (IS): contienen una secuencia central con información para la transposasa, una enzima necesaria para la transposición, y en los extremos una secuencia repetida en orden inverso. Esta secuencia repetida en orden inverso no es necesariamente idéntica, aunque muy parecida. Cuando un transposón simple se integra en un determinado punto del ADN aparece una repetición directa de la secuencia diana (5-12 pb).

- Transposón compuesto (Tn): contienen un elemento de inserción (IS) en cada extremo en orden directo o inverso y una región central con la transposasa que además suele contener información de otro tipo. Por ejemplo, los factores de transferencia de resistencia (RTF), poseen información en la zona central para resistencia a antibióticos como el cloranfenicol, la kanamicina, la tetraciclina, dándole una ventaja selectiva a las bacterias que lo posean.

### Según estrategia de transposición
- Clase I o retrotransposones: se mueven en el genoma siendo transcritos a ARN y después en ADN por retrotranscriptasa. A su vez, se clasifican en los de origen retroviral (retrotransposones LTR) y de origen no retroviral (retrotransposones no LTR).
- Clase II o transposones de ADN: se mueven directamente de una posición a otra en el genoma usando una transposasa para cortar y pegarse en otro locus del mismo.[3]

### Según mecanismo de transposición

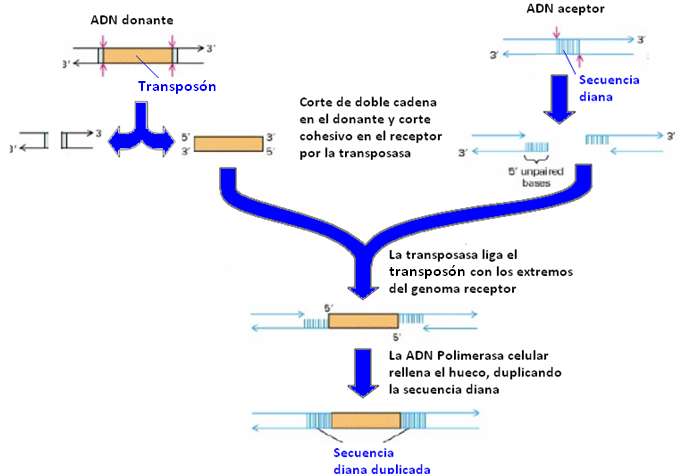
Esquema explicativo de la transposición conservativa. Mediante el enzima transposasa, se corta el transposón del genoma original (que queda despojado de él) y se inserta en un nuevo genoma diana, en una secuencia específica reconocida por el enzima.

- Transposición conservativa: el transposón sale de la sede donadora que queda vacía y se incorpora en una nueva sede (sede receptora). No aumenta el número de copias del transposón en el interior de la célula. Se expresa la transposasa, y realiza dos cortes de doble cadena a la misma altura en el genoma donante, dejando aislado el transposón. A continuación localiza una secuencia diana (pongamos, ATGCA) en el genoma aceptor, y realiza un corte cohesivo. Tras eso une los extremos a los del transposón aislado, y la ADN Polimerasa de la célula rellena las zonas de cadena sencilla dejadas en la secuencia señal tras el corte cohesivo. Debido a esto, la secuencia señal queda duplicada. Queda, sin embargo, un hueco en el genoma donante, que puede ser letal si no se repara. Realmente, en este caso se habla más de recombinación que de transposición.

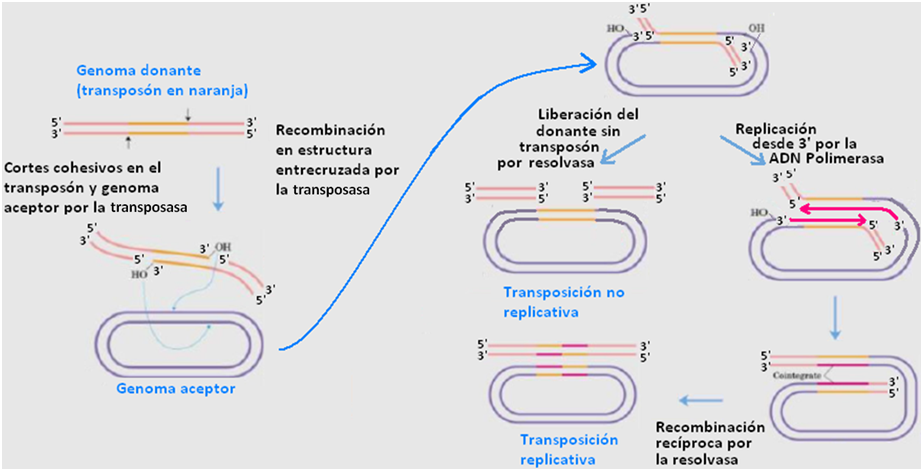
Esquema explicativo de la transposición no conservativa. A diferencia de la conservativa, inicialmente no se integra solo el transposón, sino que se forma un híbrido con todo el genoma donante. Según el modo de resolución del enzima resolvasa, podrá dar lugar a una transposición replicativa (genoma donante y receptor obtienen una copia del transposón) o no replicativa (solo se la queda el aceptor, y el donante queda sin él).

- Transposición no conservativa: en este caso la transposasa realiza un corte cohesivo no solo en la secuencia diana, sino también en el genoma donante, dejando un corte a cada lado del transposón. A continuación integra todo el genoma donante con el aceptor, mediante un curioso mecanismo que forma un intermediario llamado “estructura entrecruzada”. Esta estructura es resuelta por una segunda enzima, la resolvasa, que según cómo lo resuelva dará lugar a una de las siguientes transposiciones:
  - Transposición no replicativa: el genoma donante se libera, dejando el transposon en el genoma receptor. Al igual que en la transposición conservativa, queda un hueco en el genoma donante, que puede ser letal si no se repara.
  - Transposición replicativa: se produce una replicación desde los extremos 3’ del genoma aceptor, lo que acaba por duplicar el transposón, y produciendo un genoma mixto llamado “cointegrado”. A continuación la resolvasa rompe el cointegrado mediante una recombinación recíproca, que une los extremos del ADN aceptor original (ahora con una de las copias del integrón) y libera el genoma donante de nuevo con su transposón.

### Transposones y metilación del ADN
La metilación del ADN en transposones es conocido por estar relacionado con la expansión genómica. Sin embargo, un conductor evolucionario de la expansión genómica todavía no se ha estudiado detalladamente. Se conoce que existe una relación en el tamaño del genoma y de los sitios de C-Fosfato-G. Esto sugiere que la metilación de ADN y los transposones tienden a incrementar de manera notable la masa de ADN.

### Tamaño del genoma
Existen muchas razones por las cuales existe una diferencia significativa en el tamaño de los genomas, especialmente como se ha mencionado anteriormente en los genomas de los eucariotas. Los transposones contribuyen a un cambio significante en la masa celular del ADN, y este proceso está relacionado en la acomodación de genoma hospedador. Consecuentemente, esto es un factor primordial para la expansión del tamaño del compartimiento del genoma de diferentes especies, ya sean vertebrados o invertebrados.

## Tasa de transposición, inducción y defensa
Un estudio estimó la tasa de transposición de un retrotransposón particular, el elemento Ty1-copia en Saccharomyces cerevisiae. Usando varias suposiciones, la tasa de evento de transposición exitosa por elemento único Ty1-copia resultó ser de una vez cada pocos meses a una vez cada pocos años. Algunos transposones contienen promotores similares al choque térmico y su tasa de transposición aumenta si la célula se somete a estrés, aumentando así la tasa de mutación en estas condiciones, lo que podría ser beneficioso para la célula.
Las células se defienden contra la proliferación de transposones de varias maneras. Estos incluyen piARN y siARN, que silencian los transposones después de que se hayan transcrito.
Si los organismos están compuestos principalmente de transposones, se podría suponer que la enfermedad causada por transposones fuera de lugar es muy común, pero en la mayoría de los casos, los transposones se silencian a través de mecanismos epigenéticos como la metilación del ADN, la remodelación de la cromatina y el piARN, de modo que los efectos fenotípicos o los movimientos de los transposones ocurren como en algunos transposones de tipo salvaje. Se ha encontrado que ciertas plantas mutadas tienen defectos en las enzimas relacionadas con la metilación (metil transferasa) que provocan la transcripción de los transposones, lo que afecta el fenotipo. 
Una hipótesis sugiere que solo aproximadamente 100 secuencias relacionadas con los retrotransposones LINE1 están activas, a pesar de que sus secuencias constituyen el 17% del genoma humano. En las células humanas, el silenciamiento de las secuencias de LINE1 se desencadena por un mecanismo de interferencia de ARN (ARNi). Sorprendentemente, las secuencias de ARNi se derivan de la región no traducida (UTR) 5 'de LINE1, una terminal larga que se repite. Supuestamente, el 5' LINE1 UTR que codifica el promotor sentido para la transcripción de LINE1 también codifica el promotor antisentido del miARN que se convierte en el sustrato para la producción de siARN La inhibición del mecanismo de silenciamiento de ARNi en esta región mostró un aumento en la transcripción de LINE1.

## Efectos negativos
Los transposones han coexistido con los seres vivos y algunos virus durante miles de millones de años y, a través de su coexistencia, se han integrado en los genomas de muchos organismos. Conocidos coloquialmente como "genes saltarines", los transposones pueden moverse dentro y entre los genomas, lo que permite esta integración.
Si bien hay muchos efectos positivos de los transposones en los genomas de sus anfitriones, hay algunos casos de efectos mutagénicos que los transposones tienen con los genomas que conducen a enfermedades y alteraciones genéticas malignas. 

### Mecanismos de mutagénesis
Los transposones son mutágenos y debido a la contribución a la formación de nuevos elementos de ADN reguladores en cis que están conectados a muchos factores de transcripción que se encuentran en las células vivas; Los transposones pueden sufrir muchas mutaciones y alteraciones evolutivas. Estas son a menudo las causas de la enfermedad genética y dan los efectos letales potenciales de la expresión ectópica.
Los transposones pueden dañar el genoma de su célula huésped de diferentes maneras: 
- Un transposón o un retrotransposón que se inserta en un gen funcional puede desactivar ese gen.
- Después de que un transposón de ADN abandona un gen, es posible que la brecha resultante no se repare correctamente.
- Múltiples copias de la misma secuencia, como las secuencias Alu, pueden dificultar el emparejamiento cromosómico preciso durante la mitosis y la meiosis, lo que resulta en entrecruzamientos desiguales, una de las principales razones de la duplicación cromosómica.
- Los transposones utilizan una serie de mecanismos diferentes para causar inestabilidad genética y enfermedades en los genomas de sus huéspedes.
- Expresión de proteínas dañinas que causan enfermedades e inhiben la función celular normal.
- Muchos transposones contienen promotores que impulsan la transcripción de su propia transposasa. Estos promotores pueden provocar una expresión aberrante de genes vinculados, provocando enfermedades o fenotipos mutantes.

### Enfermedades
Las enfermedades a menudo causadas por transposones incluyen:
- Hemofilia A y B
  - Se ha demostrado que los retrotransposones LINE1 (L1) que aterrizan en el factor VIII humano causan hemofilia.
- Inmunodeficiencia combinada severa
  - La inserción del retrotransposón L1 en el gen APC provoca cáncer de colon, lo que confirma que los transposones desempeñan un papel importante en el desarrollo de la enfermedad.
- Porfiria
  - La inserción del elemento Alu en el gen PBGD conduce a la interferencia con la región codificante y provoca porfiria aguda intermitente (AIP).
- Cáncer
  - Los retrotransposones LINE1 (L1) y otros retrotransposones se han relacionado con el cáncer porque causan inestabilidad genómica.
- Distrofia muscular de Duchenne
  - Provocado por la inserción del retrotransposón SVA en el gen fukutin (FKTN) que inactiva el gen.
- Enfermedad de Alzheimer y otras tauopatías
  - La desregulación de un transposón puede causar la muerte neuronal, lo que lleva a trastornos neurodegenerativos.

## Evolución
Los transposones se encuentran en todas las formas de vida y en los virus gigantes. Por tanto la comunidad científica todavía está explorando su evolución y su efecto sobre la evolución del genoma. Los transposones parecen haberse desarrollado en LUCA (último ancestro común universal) o tal vez antes. Los transposones confieren beneficios a sus anfitriones, la mayoría son considerados ADN egoísta (parásitos). De esta manera, son similares a los virus. Los transposones, virus y plásmidos tienen características similares en su bioquímica lo que lleva a especular que tienen un ancestro en común. Algunos transposones pudieron evolucionar secundariamente de infecciones virales antiguas causadas por virus como los retrotransposones LTR o los polintones.
Debido a que la actividad de los transposones es excesiva puede dañar los exones, muchos organismos han adquirido mecanismos para inhibir su actividad. Las bacterias y arqueas suelen experimentar altas tasas de eliminación de genes como parte de un mecanismo para eliminar plásmidos, transposones y restos de virus de sus genomas, mientras que los organismos eucariotas suelen utilizar la interferencia de ARN para inhibir la actividad de transposones. Sin embargo, algunos transposones generan familias numerosas a menudo asociadas con eventos de especiación. La evolución a menudo desactiva los transposones de ADN, dejándolos como intrones (secuencias genéticas inactivas). En las células de animales vertebrados, casi todos los más de 100,000 transposones de ADN por genoma tienen genes que codifican polipéptidos de transposasa inactivos. El primer transposón sintético diseñado para su uso en los vertebrados (incluyendo humanos) células, el durmiente sistema de transposón de belleza, es un transposón Tc1/mariner. Sus versiones muertas ("fósiles") se extienden ampliamente en el genoma del salmónido y se diseñó una versión funcional comparando esas versiones. Los transposones similares a Tc1 humanos se dividen en subfamilias Hsmar1 y Hsmar2. Aunque ambos tipos están inactivos, se está seleccionando una copia de Hsmar1 que se encuentra en el gen SETMAR, ya que proporciona la unión al ADN para la proteína modificadora de histona. Muchos otros genes humanos se derivan de manera similar de los transposones. Hsmar2 ha sido reconstruido varias veces a partir de las secuencias fósiles. 
Sin embargo, grandes cantidades de transposones dentro de los genomas aún pueden presentar ventajas evolutivas. Repeticiones intercaladas dentro de los genomas se crean por eventos de transposición que se acumulan a lo largo del tiempo evolutivo. Debido a que las repeticiones intercaladas bloquean la conversión génica, protegen las secuencias genéticas novedosas de ser sobrescritas por secuencias genéticas similares y, por lo tanto, facilitan el desarrollo de nuevos genes. Los transposones pueden haber sido cooptados por el sistema inmune de vertebrados como un medio para producir diversidad de anticuerpos. El sistema de recombinación V (D) J funciona mediante un mecanismo similar al de algunos transposones.
Los transposones pueden contener muchos tipos de genes, incluidos los que confieren resistencia a los antibióticos y la capacidad de transponerse a plásmidos conjugativos. Algunos transposones también contienen integrones, elementos genéticos que pueden capturar y expresar genes de otras fuentes. Estos contienen integrasa, que puede integrar casetes de genes. Hay más de 40 genes de resistencia a antibióticos identificados en casetes, así como genes de virulencia.
Los transposones no siempre extirpan sus elementos con precisión, a veces eliminan los pares de bases adyacentes; este fenómeno se llama barajar exón. Mezclar dos exones no relacionados puede crear un nuevo producto genético o más probablemente un intrón.

## Trasposones en vertebrados

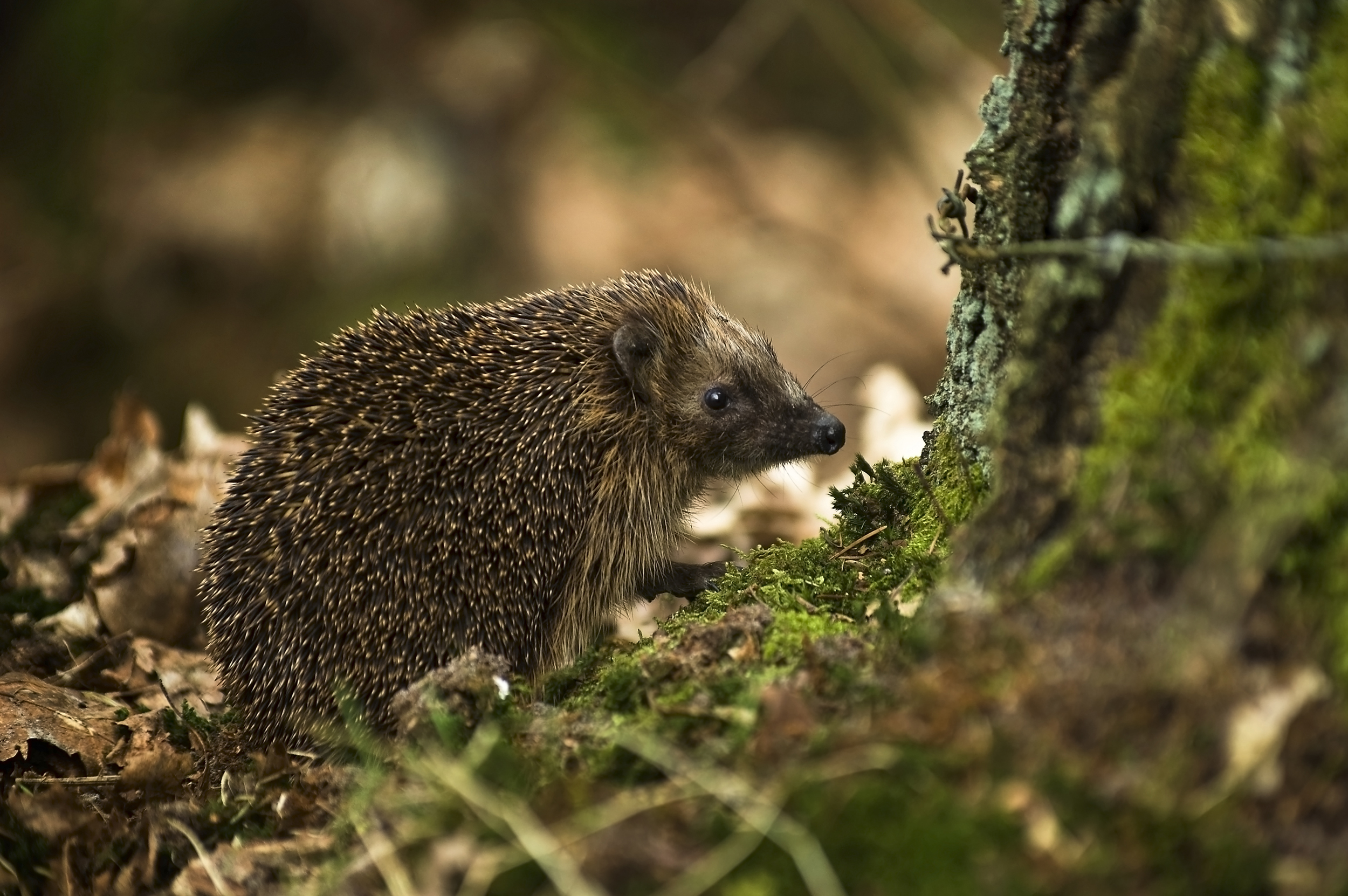
Erizo común (Erinaceus europaeus)

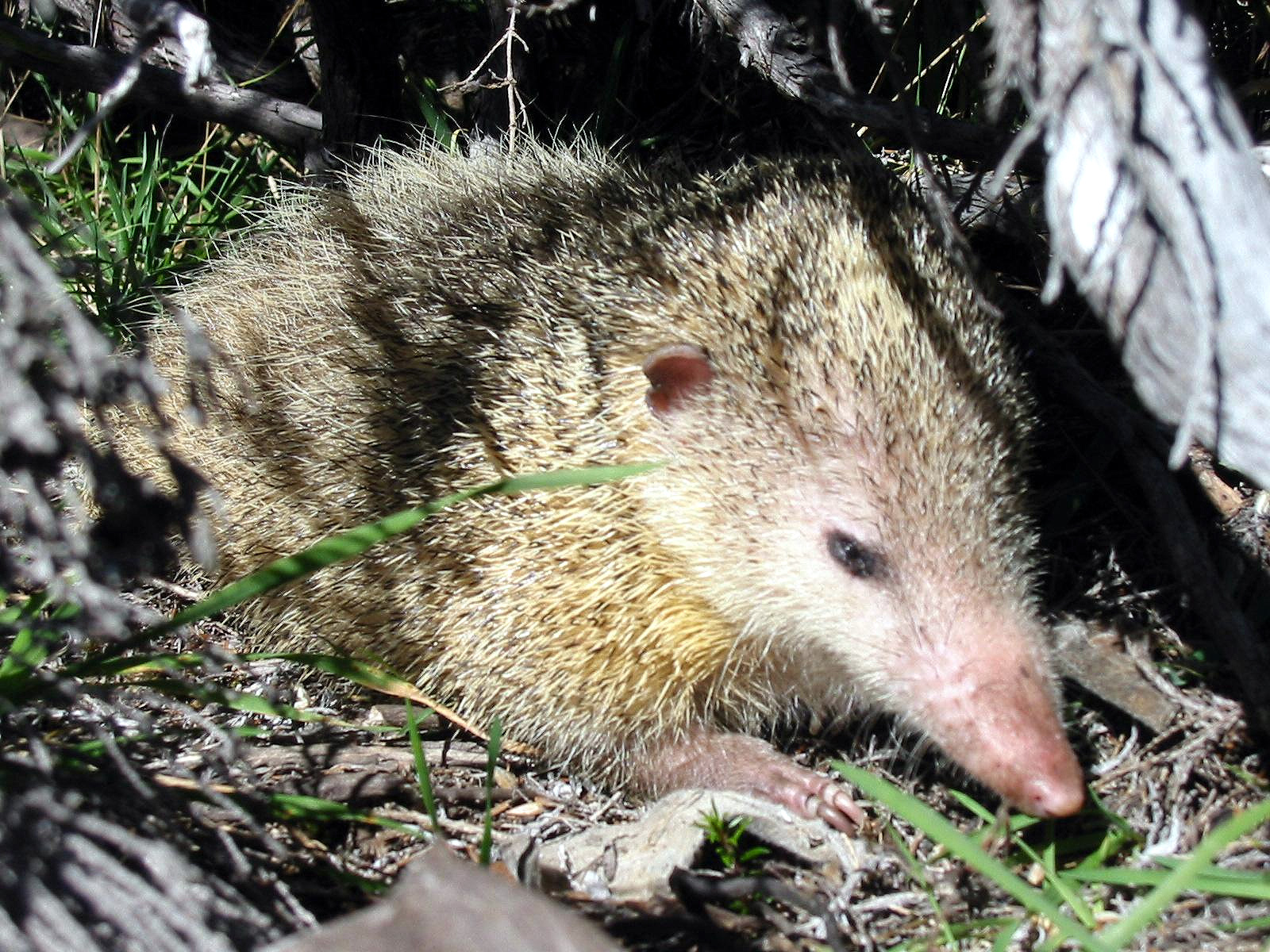
El tenrec común (Tenrec ecaudatus)

En 2009 se encontró el transposón hAT en siete especies de animales taxonómicamente tan lejanas entre sí, que algunas divergieron hace 340 millones de años. Entre otras, erizo común (Erinaceus europaeus), tenrec común (Tenrec ecaudatus), oposum americano, gálago, y una especie de rana.
Lo más llamativo de este estudio es encontrar secuencias del genoma similares entre el erizo y el tenrec, animales semejantes, pero no emparentados. El elefante no presenta este trasposón a pesar de ser más cercano taxonómicamente al tenrec (Afrotheria).
La posición de este trasposón en el genoma varía entre las distintas especies, lo que sugiere una transmisión horizontal (la información pasa de una especie a otra) y no vertical (la secuencia pasa de progenitores a descendientes).

### Elemento Alu
Los elementos de Alu son conocidos como los tipos de elementos transponibles más abundantes. Algunos estudios han utilizado los elementos Alu como una manera de estudiar la idea de cual factor es responsable en la expansión de genoma genético. Los elementos Alu son ricos en sitios de CPG y consecuentemente poseen una larga secuencia de genes. Los elementos Alus pueden trabajar como centros específicos de metilación, y cuando son insertados en genes hospedados puede producir metilación del ADN y provocar el esparcimiento en áreas específicas de ADN, esto produce lo que se conoce perdida de sitios de CPG y está relacionada con la expansión genómica.